# 吳興縣 (中華民國)
吳興縣為中華民國浙江省下轄的一個縣級行政區，原為清朝的乌程县及归安县，民國元年（1912年）一月烏程、歸安二縣合併為「吳興縣」，二月直隸於省。今湖州市。

## 人口及行政區劃
1933年，吳興全縣劃為10區，59鎮，325鄉，這種「區鎮鄉」的行政區劃體制，系由1928年《縣組織法》中規定的「區村里」制而來，1928年的「村」與1933年的「鄉」均指100戶以上之鄉村地方，而1928年的「里」與1933年的「鎮」均指100戶以上之市鎮地方。鄉村與市鎮若因戶口較多，亦可分為幾個「村」與「鄉」或「里」與「鎮」。因此，下表各區的戶口不是單指區公所所在的某一大鎮戶口，而是包括了「備注」欄內許多小市鎮和鄉村戶口。
| 區別   | 區公所地址   | 鎮數 | 鄉數 | 戶數   | 口數   | 備注                                               |
| ------ | ------------ | ---- | ---- | ------ | ------ | -------------------------------------------------- |
| 第一區 | 北門外大通橋 | 2    | 41   | 15808  | 65952  | 大錢、戴山、後林、南皋橋、下蕩田一帶地。           |
| 第二區 | 織里鎮       | 3    | 50   | 23683  | 95351  | 織里、義皋、軋村、驥村、舊館、晟舍一帶地。         |
| 第三區 | 南潯鎮       | 6    | 27   | 17114  | 71814  | 南潯、東遷、馬腰、輯里、神墩一帶地。               |
| 第四區 | 練市鎮       | 6    | 33   | 21936  | 91645  | 練市、烏鎮、含山、善璉一帶地。                     |
| 第五區 | 菱湖鎮       | 9    | 55   | 25260  | 102507 | 菱湖、千金、南商林、東林、射村、竹墩、下昂一帶地。 |
| 第六區 | 雙林鎮       | 6    | 41   | 17301  | 72457  | 雙林、重兆、新興港、思溪一帶地。                   |
| 第七區 | 袁家匯       | 2    | 24   | 1227   | 46175  | 袁家匯、荻港一帶地。                               |
| 第八區 | 埭溪鎮       | 2    | 30   | 8805   | 37523  | 埭溪、菁山一帶地。                                 |
| 第九區 | 西門外龍溪口 | 3    | 24   | 10478  | 44590  | 小梅、白雀寺、塘口橋、妙喜一帶地。                 |
| 第十區 | 城內安倉前   | 20   |      | 8591   | 36455  | 城區地。                                           |
| 總計   |              | 59   | 325  | 161246 | 664469 |                                                    |

### 第三區
第三區成立於民國17年(1928年)春，時設區公所於東大街原湖捕通判署內，全稱為「吳興縣第三區區公所」，轄6鎮27個鄉。六鎮是：運河上鎮、運河下鎮、南東鎮、南西鎮、北東鎮、北西鎮。下表是1929年南潯鎮所轄六鎮的家庭人口狀況統計：
| 鎮名     | 戶數（戶） | 人口（人） | 戶均人口數（個） |
| -------- | ---------- | ---------- | ---------------- |
| 運河上鎮 | 630        | 3,399      | 5.4              |
| 運河下鎮 | 691        | 2,963      | 4.3              |
| 南東鎮   | 933        | 3,959      | 4.2              |
| 南西鎮   | 993        | 3,945      | 4.0              |
| 北東鎮   | 606        | 3,315      | 5.5              |
| 北西鎮   | 370        | 2,308      | 6.2              |
| 合 計    | 4,223      | 19,889     | 4.7              |

## 人物

### 参议长
- 凌以安（1946年－1949年）